# Rawdna Carita Eira
Rawdna Carita Eira (Elverum, 6 de octubre de 1970) es una dramaturga, poetisa, compositora y cantante noruega lapona. Es la directora del teatro nacional sami.

## Trayectoria
Creció en Brønnøysund y estudió magisterio. Ha trabajado como entrenadora de renos, directora escénica y dramaturga para el  Beaivváš Sámi Našunálateáhter (teatro nacional sami) en el cual es ahora directora.
Su debut literario fue la colección de poemas bilingüe de 2011 ruohta muzetbeallji ruohta/løp svartøre løp, estuvo nominada en 2012 para el Premio de Literatura del Consejo Nórdico.
Su obra Guohcanuori šuvva / Sangen fra Rotsundet se representó en el Teatro Beaivváš en 2011 y estuvo nominada al premio Ibsen en 2012.
Eira también es letrista y vocalista de la banda Circus Polaria. En 2014, lanzó su primer álbum Circus Polaria con los músicos Roger Ludvigsen y Kjetil Dalland. Los textos están en sami del Norte y constan de once historias cortas sobre el derretimiento del hielo polar. Los textos han sido traducidos al inglés.
Reside actualmente en Kautokeino.

## Obra

### Teatro
- Two Odyssesys: Pimooteewin / Gállábártnit. Libreto: Tomson Highway, Rawdna Carita Eira. Compositores: Melissa Hui, Britta Byström. Producida por Soundstreams (CA), Signal Theatre (CA) y Sami National Theatre Beaivváš. (2019)
- Juoiggas. (2018)
- Tekstar til førestillinga Snøfrid av Arne Berggren. Producida por el Teatro Nacional Sami Beaivváš. (2018)
- Dá lean mun/ This is me. (2017)
- Mun lean Inanna/ I am Inanna. Dramatización de poemas sumerios de Anitta Suikkari y Rawdna Carita Eira. (2013)
- Silbajavri/Sølvvannet. (2012)
- Guohcanuori šuvva/Sangen fra Rotsundet. (2011)
- Arktisk Hysteri. Por Mette Brantzeg y Rawdna Carita Eira. (2011)
- Elle muitalus/ Elens fortelling. (2003)

### Literatura
- De ligger der ute. Poemas para el proyecto de arte Antes que todo desaparezca. Proyecto de colaboración entre la artista visual Vibeke Steinsholm, la fotógrafa Maria Gradin y Rawdna Carita Eira. (2017)
- Der hav og himmel møtes. Proyecto de colaboración con la artista visual Inger Hilde Nyrud para el Festival Roots 2017.
- Leagus. Cuento de la antología La costa en mi vida. (2017)
- 700 lydløse farvel. Poemas de la antología Transformación. (2017)
- ruohta muzetbeallji ruohta/løp svartøre løp  Colección de poemas. (2011)
- Maijen i huldrelandet. Cuento radial para niños en 19 partes. Ganador del premio Gullfuglen de la Autoridad de Medios de Noruega 2008.
- Kjøttstykker. Novela. 2008
- Grense. Novela. 1998

### Música
- Duvvene Concierto / ciclo de canciones. Texto: Rawdna Carita Eira. Compositor: Håvard Lund. Producido por Musikk en Troms. (2018)
- Mov aalhtere vaerine juavsa/ Mitt alter er fjellet som skinner. Himno. Texto: Rawdna Carita Eira. Compositor: Frode Fjellheim. (2017)
- Vingeslag. Texto: Rawdna Carita Eira. Música: Hekla Stålstrenga. (2016)
- Circus Polaria. Cd.  Texto: Rawdna Carita Eira. Música:  Rawdna Carita Eira, Roger Ludvigsen, Kjetil Dalland. (2014)
- Buot mu beivviid. Texto: Rawdna Carita Eira. Música: Inger Johanne Oskal, Svein Schultz. (2014)
- Uskyldens tid, Tundrapuls. Letra del musical de rock Våre vidder III, The Sami National Theatre Beaivváš.(2011)
- Elle. Música de cine para la película Kautokeino-opprøret. Texto: Rawdna Carita Eira. Componistor: Mari Boine, Svein Schultz. (2008)
- Compositor / artista en el grupo Sami glampop Čin Čin. Sàmi Grand Prix. (2005-2012)